# Những đồi hoa sim
"Những đồi hoa sim" là một ca khúc nhạc vàng của nhạc sĩ Dzũng Chinh sáng tác vào năm 1960. Đây là sáng tác nổi tiếng nhất trong sự nghiệp của nhạc sĩ Dzũng Chinh dựa trên ý bài thơ Màu tím hoa sim của thi sĩ Hữu Loan.

## Xuất xứ

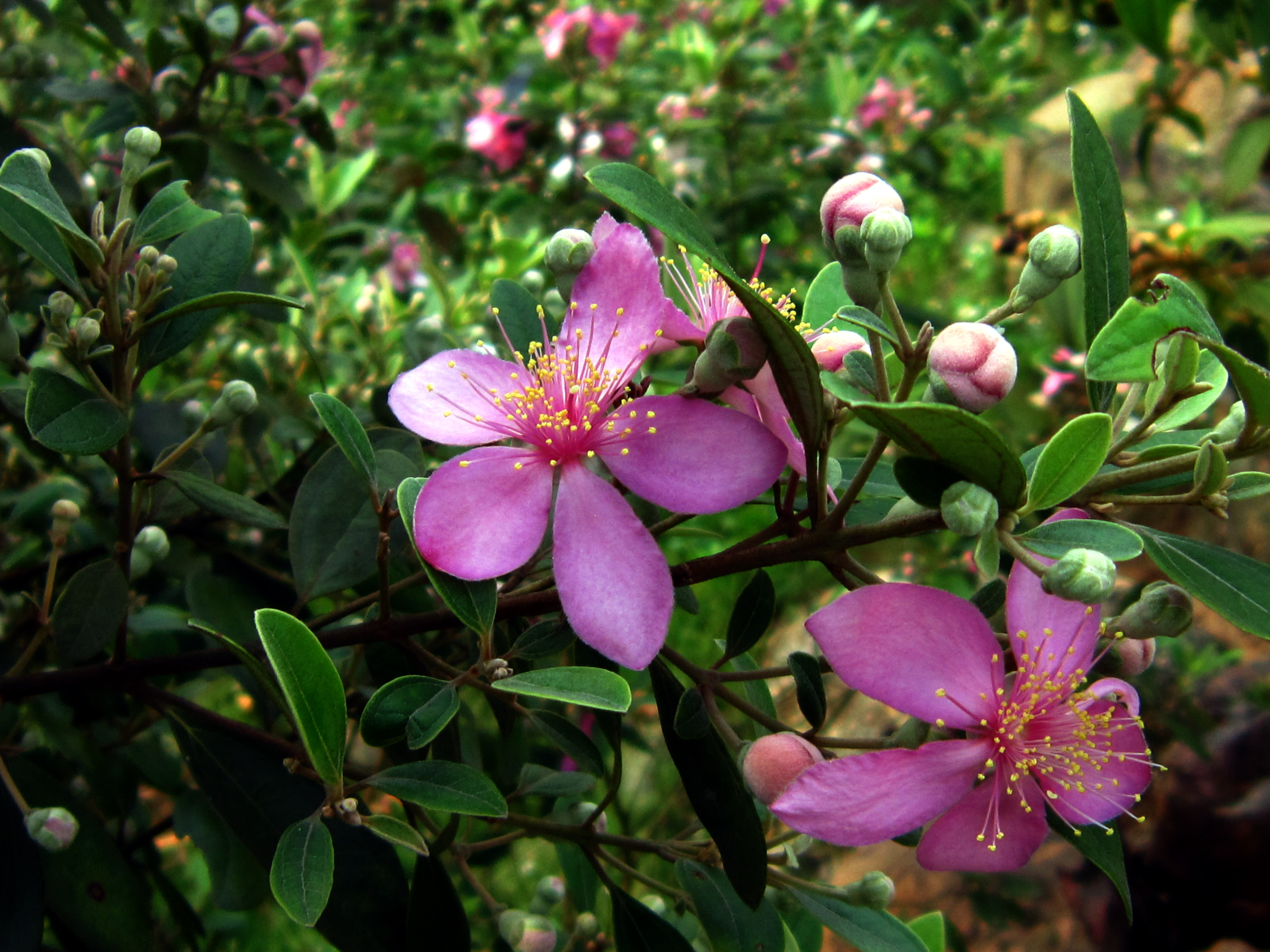
Một cành hoa sim.

"Những đồi hoa sim" được nhạc sĩ Dzũng Chinh sáng tác vào thập niên 1960 dựa trên bài thơ Màu tím hoa sim của thi sĩ Hữu Loan. Bài hát "Những đồi hoa sim" của Dzũng Chinh không theo sát nguyên tác của bài thơ, ông chỉ dựa trên ý thơ để sáng tác thành một ca khúc.

## Ca sĩ thể hiện
"Những đồi hoa sim" được thu âm lần đầu tiên bởi Phương Dung trong đĩa nhựa 45 vòng của hãng "Asia Sóng Nhạc", đây được xem là đĩa nhựa bán chạy nhất của hãng và đạt doanh số kỷ lục vào thời điểm đó. Trước năm 1975, bài hát cũng được Thanh Tuyền thể hiện thành công trong băng nhạc "Tiếng hát Thanh Tuyền" do Trung tâm Thúy Nga phát hành. Soạn giả Loan Thảo cũng viết lời vọng cổ cho bài hát này qua phần thể hiện của hai nghệ sĩ Minh Vương – Lệ Thủy.
Sau năm 1975, tại hải ngoại, bài hát "Những đồi hoa sim" được trình bày bởi nhiều ca sĩ như: Hoàng Oanh – Mai Thiên Vân (Paris By Night 96), Ngọc Ngữ (Paris By Night 117), Như Quỳnh (Asia CD091), Hương Thủy, Đan Nguyên, Quang Lê, Tuấn Vũ (LVCD 076). Một số ca sĩ trong nước cũng đã thể hiện bài hát này như: Đàm Vĩnh Hưng, Tố My, Lưu Ánh Loan, Diễm Thùy.

## Cấp phép
Sau 1975, bài hát không được phép lưu hành tại Việt Nam thống nhất. Năm 2020, hai ca khúc "Những đồi hoa sim" và "Chuyện hoa sim" chính thức được cấp phép phổ biến. Hai ca khúc trên nằm trong album Chuyện loài hoa dang dở của ca sĩ Đàm Vĩnh Hưng, anh là người đã xin cấp phép phổ biến hai ca khúc trên tại Việt Nam và là người đầu tiên thể hiện sau khi được cấp phép.